# Юсупов, Наркис Нигаматович
Наркис Нигаматович Юсупов (23 февраля 1934, Карасево, Челябинская область — 27 сентября 2013, Сулюклино, Курганская область) — председатель колхоза «Знамя Победы» Сафакулевского района Курганской области, заслуженный работник сельского хозяйства Российской Федерации, Почётный гражданин Курганской области.

## Биография
Наркис Нигаматович Юсупов родился 23 февраля 1934 года в селе Карасёво Карасевского сельсовета Ялано-Катайского района Челябинской области, ныне село входит в Сафакулевский муниципальный округ Курганской области. В семье Нигамата и Асмы Юсуповых было три сына: Наркис, Марс и Ильгиз. Нигамат Юсупов был арестован в 1941 году, в 1943 году освобождён и через месяц умер.
Трудовую деятельность начал в 1943 году, пас совхозных коров. 
Окончив 7 классов, прошёл курсы трактористов, в 1948—1953 годах работал трактористом. 
После службы в танковых войсках Советской Армии, работал шофёром в совхозе «Сафакулевский», заочно окончил вечернюю школу.
В 1963 году окончил техническое училище и в 1963—1966 годах работал автомехаником в совхозе «Сафакулевский».
С 1966 по 1970 год работал заведующим гаражом в совхозе «Сибиряк» Сарт-Абдрашевского сельсовета Сафакулевского района. Окончил Сибирякскую вечернюю школу в селе Сарт-Абдрашево.
С 1970 по 1996 год работал председателем колхоза «Знамя Победы» Сулюклинского сельсовета Сафакулевского района (после приватизации преобразовано в товарищество с ограниченной ответственностью «Знамя Победы»). Колхоз дважды награждался переходящим Красным знаменем ЦК КПСС, Совета Министров СССР, ВЦСПС и ЦК ВЛКСМ, трижды — переходящим Красным знаменем Совета Министров РСФСР и ВЦСПС, пять раз заносился на Доску почёта ВДНХ, дважды был лауреатом премии имени Т. С. Мальцева. Знамя, присуждённое за победу во Всероссийском соревновании, оставлено в хозяйстве на вечное хранение.
В 1975 году окончил заочное отделение Курганского государственного сельскохозяйственного института по специальности «Учёный агроном».
Активно участвовал в общественной жизни. Неоднократно избирался депутатом сельского и Сафакулевского районного Советов депутатов, членом исполнительного комитета Сафакулевского районного Совета депутатов, членом бюро Сафакулевского райкома КПСС, был делегатом III Всесоюзного съезда колхозников, учредительного съезда Крестьянского союза.
Наркис Нигаматович Юсупов умер 27 сентября 2013 года <где?>. Похоронен <где?>.

## Награды
- Орден Трудового Красного Знамени, 1986 год
- Орден Дружбы народов, 14 марта 1994 года[5]
- Орден «Знак Почёта», 1972 год
- Юбилейная медаль «60 лет Победы в Великой Отечественной войне 1941—1945 гг.», 2005 год
- Юбилейная медаль «65 лет Победы в Великой Отечественной войне 1941—1945 гг.», 2010 год
- Юбилейная медаль «За доблестный труд. В ознаменование 100-летия со дня рождения Владимира Ильича Ленина», 1970 год
- Медаль «Ветеран труда»
- Медаль «За освоение целинных земель», 1972 год
- Почётное звание «Заслуженный работник сельского хозяйства Российской Федерации», 1999 год
- Почётное звание «Почётный гражданин Курганской области», 29 января 2007 года
- Почётное звание «Почётный гражданин Сафакулевского района», 5 марта 2004 года
- Почётное звание «Почётный гражданин села Сулюклино»
- Почётное звание «Почётный гражданин деревни Абултаево»[6]
- Лауреат Мальцевской премии, трижды[7]

## Память
- Турнир по шахматам, село Сулюклино, март 2016 года[8].

## Семья
Наркис Юсупов был женат. Жена (с 1960 года) Мурхиба Каримовна (род. 14 января 1936), секретарь Сулюклинского сельсовета. В семье трое детей: сыновья работают агрономами, дочь — врачом-терапевтом.